# 湯浅大
湯浅 大（ゆあさ だい、2000年1月24日 - ）は、群馬県富岡市出身のプロ野球選手（内野手）。右投右打。読売ジャイアンツ所属。

## 経歴

### プロ入り前
丹生小学校2年で軟式野球を始め、富岡西中学校では富岡ボーイズに所属した。
健大高崎高校進学後は、1年夏の予選から控えメンバー入りし、秋には遊撃手のレギュラーに定着。2年秋からはリードオフマン兼主将を務め、2017年春のセンバツに出場を決めていたが、直前の2月中旬に右手首舟状骨を骨折し手術したため、センバツには代走・守備固めでの出場となった。3年夏の群馬県大会には復帰して主に7番として出場。決勝で前橋育英高校に敗れ、準優勝に終わる。1学年後輩に、後に巨人でチームメイトとなる山下航汰がいる。
2017年10月26日に行われたドラフト会議では、読売ジャイアンツから8位指名を受け、契約金2500万円、年俸480万円で入団に合意した（金額は推定）。背番号は93。担当スカウトは吉武真太郎。

### 巨人時代
2018年は、二軍で18試合に出場し、15打数2安打（打率.133）、2打点、3盗塁に終わった。40万円増の推定年俸520万円で契約を更改した。
2019年は、3月16日の二軍開幕戦で腰痛を発症し離脱。6月に復帰したが、一軍出場はなかった。オフに、30万円増の推定年俸550万円で契約を更改した。
2020年は、オープン戦で打率.391の好成績を残し、新型コロナウイルス感染拡大による中断を経て再開した後の練習試合でも好成績を維持し、初の開幕一軍入りを果たした。開幕戦となった6月19日の阪神タイガース戦で一軍初出場し、初打席で菅野智之の代打として犠打を決めた。同21日の開幕第3戦では「1番・二塁手」として先発出場したが。同25日に登録抹消された。その後は、11月1日に再登録されるまで二軍暮らしが続いた。最終的に、一軍では13試合に出場し、俊足を生かし2盗塁を記録したものの、打撃は7打数無安打に終わった。一方、イースタン・リーグでは22盗塁で盗塁王を獲得した。オフに、50万円増の推定年俸600万円で契約を更改し、背番号が00に変更された。
2021年は、6月11日にプロ初安打を放つと、代走や守備固めを中心として前年の倍以上となる33試合に出場。また打数こそ少ないものの打率.385を記録した。オフに、200万円増の推定年俸800万円で契約を更改した。
2022年は、開幕一軍を果たしたものの3月29日に登録抹消。4月22日に再昇格後は一軍に定着し、6月25日の東京ヤクルトスワローズ戦で坂本光士郎からプロ初本塁打を放った。9月には東京ドーム初ヒットも放った。63試合に出場したものの、打率は.100と低迷した。オフに、700万円増の推定年俸1500万円で契約を更改した。
2023年は、6月28日のプロ・アマ交流戦、ENEOS戦の守備中に左母指を痛め、7月6日に左母指尺側側副靱帯縫合術を受けた。一軍での出場なしでシーズンを終えた。11月18日、200万円減となる推定年俸1300万円で契約を更改した。
2024年は、開幕一軍入り。6月1日に出場登録を抹消されたが、8月11日に再び出場登録された。同年は19試合出場にとどまった。11月27日、200万円増となる推定年俸1500万円で契約を更改した。

## 選手としての特徴・人物
パンチ力を秘める打撃と広範囲の守備、50m6秒0の俊足が武器の内野手。
読売ジャイアンツ監督の原辰徳は湯浅の打撃について「きちっと呼び込むことができる。だいたいバッターって言うのは、ボールを追いかけて打ってしまうけど、そこでどこまでボールを呼び込んで打てるか。そこの違いが（好打者かどうかの）分岐点になる。その呼び込む技術というのを彼は持っていますね」と評している。また、土井正博は「（湯浅の）一番の長所は打席で辛抱できていることやね。辛抱できているから体が開かず、ボディターンでボールを遠くへ運ぶことができる。うまく体の壁を使って、ボールを呼び込めている。現役で例えるならヤクルトの山田哲人にタイプが似てるかな」と評し、さらには内角のコースへの対応を絶賛している。
チームを盛り上げるムードメーカー的存在。飲み会などではしゃぎ過ぎた仲間を落ち着かせるために「リラ～ックス」と言いながら両手を大きく揺らすポーズをする癖がある。この『リラックスポーズ』は好評を博してチーム内で広がりを見せている。なお、同僚の秋広優人がアジアプロ野球チャンピオンシップ（2023年）に選出された際は、彼の経由で日本代表チームにも浸透し、チャンスメークや殊勲打を放った際に塁上とベンチ間で披露するようになった。

## 詳細情報

### 年度別打撃成績
| 年 度     | 球 団     | 試 合 | 打 席 | 打 数 | 得 点 | 安 打 | 二 塁 打 | 三 塁 打 | 本 塁 打 | 塁 打 | 打 点 | 盗 塁 | 盗 塁 死 | 犠 打 | 犠 飛 | 四 球 | 敬 遠 | 死 球 | 三 振 | 併 殺 打 | 打 率 | 出 塁 率 | 長 打 率 | O P S |
| --------- | --------- | ----- | ----- | ----- | ----- | ----- | -------- | -------- | -------- | ----- | ----- | ----- | -------- | ----- | ----- | ----- | ----- | ----- | ----- | -------- | ----- | -------- | -------- | ----- |
| 2020      | 巨人      | 13    | 9     | 7     | 3     | 0     | 0        | 0        | 0        | 0     | 0     | 2     | 0        | 1     | 0     | 1     | 0     | 0     | 3     | 0        | .000  | .125     | .000     | .125  |
| 2021      | 巨人      | 33    | 13    | 13    | 6     | 5     | 1        | 0        | 0        | 6     | 0     | 1     | 1        | 0     | 0     | 0     | 0     | 0     | 1     | 0        | .385  | .385     | .462     | .846  |
| 2022      | 巨人      | 63    | 36    | 30    | 11    | 3     | 1        | 0        | 1        | 7     | 3     | 3     | 0        | 2     | 0     | 4     | 0     | 0     | 10    | 0        | .100  | .206     | .233     | .439  |
| 2024      | 巨人      | 19    | 7     | 6     | 2     | 1     | 0        | 0        | 0        | 1     | 2     | 0     | 1        | 1     | 0     | 0     | 0     | 0     | 2     | 0        | .167  | .167     | .167     | .333  |
| 通算：4年 | 通算：4年 | 128   | 65    | 56    | 22    | 9     | 2        | 0        | 1        | 14    | 5     | 6     | 2        | 4     | 0     | 5     | 0     | 0     | 16    | 0        | .161  | .230     | .250     | .480  |

- 2024年度シーズン終了時

### 年度別守備成績
| 年 度 | 球 団 | 二塁  | 二塁  | 二塁  | 二塁  | 二塁  | 二塁     | 三塁  | 三塁  | 三塁  | 三塁  | 三塁  | 三塁     | 遊撃  | 遊撃  | 遊撃  | 遊撃  | 遊撃  | 遊撃     |
| 年 度 | 球 団 | 試 合 | 刺 殺 | 補 殺 | 失 策 | 併 殺 | 守 備 率 | 試 合 | 刺 殺 | 補 殺 | 失 策 | 併 殺 | 守 備 率 | 試 合 | 刺 殺 | 補 殺 | 失 策 | 併 殺 | 守 備 率 |
| ----- | ----- | ----- | ----- | ----- | ----- | ----- | -------- | ----- | ----- | ----- | ----- | ----- | -------- | ----- | ----- | ----- | ----- | ----- | -------- |
| 2020  | 巨人  | 4     | 1     | 3     | 0     | 0     | 1.000    | 3     | 1     | 3     | 0     | 0     | 1.000    | 2     | 0     | 1     | 0     | 0     | 1.000    |
| 2021  | 巨人  | 11    | 6     | 14    | 0     | 2     | 1.000    | 5     | 0     | 0     | 0     | 0     | ----     | 7     | 1     | 6     | 0     | 1     | 1.000    |
| 2022  | 巨人  | 11    | 9     | 6     | 0     | 0     | 1.000    | 4     | 1     | 0     | 0     | 0     | 1.000    | 32    | 15    | 26    | 1     | 5     | .976     |
| 2024  | 巨人  | 4     | 1     | 3     | 0     | 1     | 1.000    | 10    | 1     | 3     | 0     | 0     | 1.000    | 1     | 3     | 2     | 0     | 2     | 1.000    |
| 通算  | 通算  | 30    | 17    | 26    | 0     | 3     | 1.000    | 22    | 3     | 6     | 0     | 0     | 1.000    | 42    | 19    | 35    | 1     | 8     | .982     |

- 2024年度シーズン終了時

### 記録
初記録
- 初出場・初打席：2020年6月19日、対阪神タイガース1回戦（東京ドーム）、7回裏に菅野智之の代打で出場、岩崎優から投手前犠打[13]
- 初盗塁：2020年6月20日、対阪神タイガース2回戦（東京ドーム）、7回裏に二盗（投手：小川一平、捕手：原口文仁）
- 初先発出場：2020年6月21日、対阪神タイガース3回戦（東京ドーム）、「1番・二塁手」で先発出場[14]
- 初安打：2021年6月11日、対千葉ロッテマリーンズ1回戦（ZOZOマリンスタジアム）、9回表に成田翔から左越二塁打
- 初本塁打・初打点：2022年6月25日、対東京ヤクルトスワローズ11回戦（明治神宮野球場）、7回表に坂本光士郎から左中越2ラン[21]

### 背番号
- 93（2018年[6] - 2020年）
- 00（2021年[16] - ）

### 登場曲
- 「もぐらの唄」EXPRESS（2018 - 2021年）
- 「道」GReeeeN（2021年）
- 「Valiant 2017」BEK & Wallin, Moberg（2021年）
- 「FIRE」朝倉未来（2022年 - ）
- 「Nah Nah Nah (Explicit Remix) feat. DaBaby, 2 Chainz」Kanye West（2022年 - ）
- 「Old Town Road ft. Billy Ray Cyrus」Lil Nas X（2022年 - ）
- 「ROCKSTAR ft. Roddy Ricch」DaBaby（2022年 - ）